# Торріоні
Торріоні (італ. Torrioni) — муніципалітет в Італії, у регіоні Кампанія,  провінція Авелліно.
Торріоні розташоване на відстані близько 220 км на південний схід від Рима, 55 км на північний схід від Неаполя, 14 км на північ від Авелліно.
Населення — 558 осіб (2014).
Щорічний фестиваль відбувається 29 вересня. Покровитель — святий Архангел Михаїл.

## Демографія
Населення за роками:

Станом на 1 січня 2023 року в муніципалітеті офіційно проживало 38 іноземців з 15 країн, серед них 2 громадяни країн Євросоюзу та 1 громадянин України.

## Сусідні муніципалітети
- Монтефуско
- Петруро-Ірпіно
- Сан-Мартіно-Санніта
- Сан-Нікола-Манфреді
- Санта-Паоліна
- Туфо